# Поліція Молдови
Поліція Республіки Молдова (рум. Poliția Republicii Moldova), з 2013 року — Генеральна інспекція поліції, скорочено ГІП (рум. Inspectoratul General al Poliției, IGP) — загальнодержавний правоохоронний орган у структурі Міністерства внутрішніх справ Республіки Молдова, який відповідає за підтримання громадського порядку, забезпечення безпеки громадян і боротьбу зі злочинністю.

## Історія
Створена 13 вересня 1990 року після того, як Рада Міністрів Молдавської РСР ухвалила рішення № 321 «Про реформу органів Міністерства внутрішніх справ Молдавської РСР», яке передбачало створення Департаменту поліції та районних відділів поліції. Таким чином, на зміну міліції прийшла поліція. 18 грудня 1990 року Верховна Рада Молдавської РСР ухвалила Закон про поліцію.
Процес реформування органів внутрішніх справ тривав і пізніше. Нині поліція Молдови — це установа, що служить громадянам, покликана захищати основоположні цінності суспільства: громадянські права й свободи, приватну і державну власність, громадський порядок і спокій.

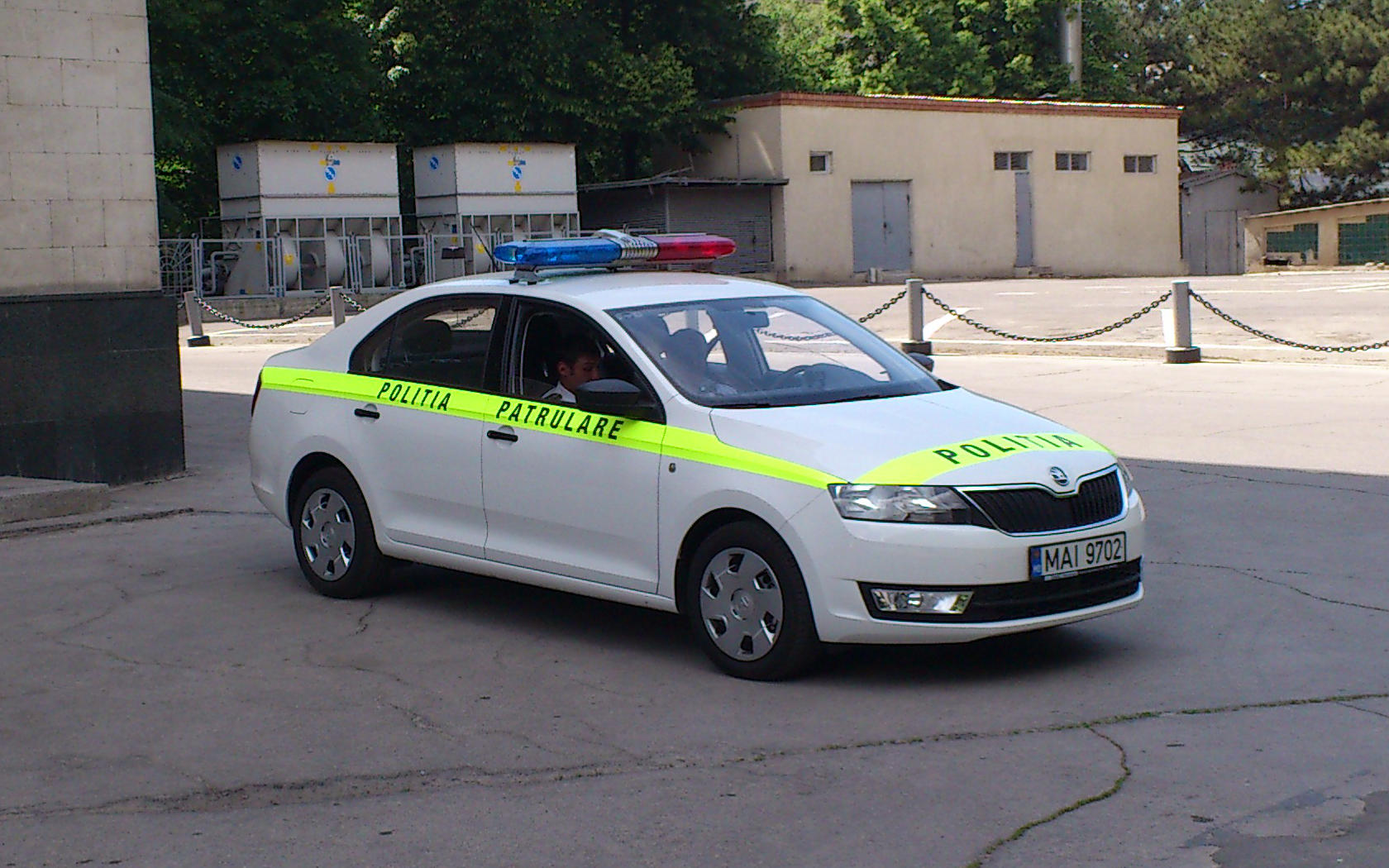
Автомобіль Національної патрульної інспекції, що входить до Генеральної інспекції поліції

27 грудня 2012 року ухвалено Закон № 320 «Про діяльність поліції та статус поліціянта», який набрав чинності 5 березня 2013 року. Новий закон визначив Генеральну інспекцію поліції як центральний підрозділ управління та контролю поліції, зі статусом юридичної особи та компетенцією на всій території Республіки Молдова.
24 квітня 2013 року рішенням уряду № 284 затверджено нову поліційну форму.
8 квітня 2014 року схвалено Стратегічну програму розвитку — базовий документ поліції, розроблений на 3 роки, який забезпечує пріоритетність різних цілей, відображених у численних політичних документах, та вказує на прогалини в можливостях та інструментах/методах, які використовуватиме ГІП.

## Спеціалізовані підрозділи
- Національна інспекція розслідувань
- Національна інспекція громадської безпеки
- Управління захисту свідків
- Бригада поліції спеціального призначення «Блискавка»
- Головне управління кримінальних розслідувань
- Техніко-криміналістичний центр і судова експертиза
- Управління міжнародного поліційного співробітництва
- Управління техніко-матеріального постачання
- Управління взаємодії з органами правосуддя
- Кінологічне управління

## Екстрений виклик
Поліція входить до складу Єдиного центру виклику. У разі надзвичайної ситуації телефонують за єдиним номером 112, і залежно від складності ситуації рятувальники, поліціянти та лікарі одночасно прибувають на місце.